# Lijst van Stolpersteine in Nissewaard

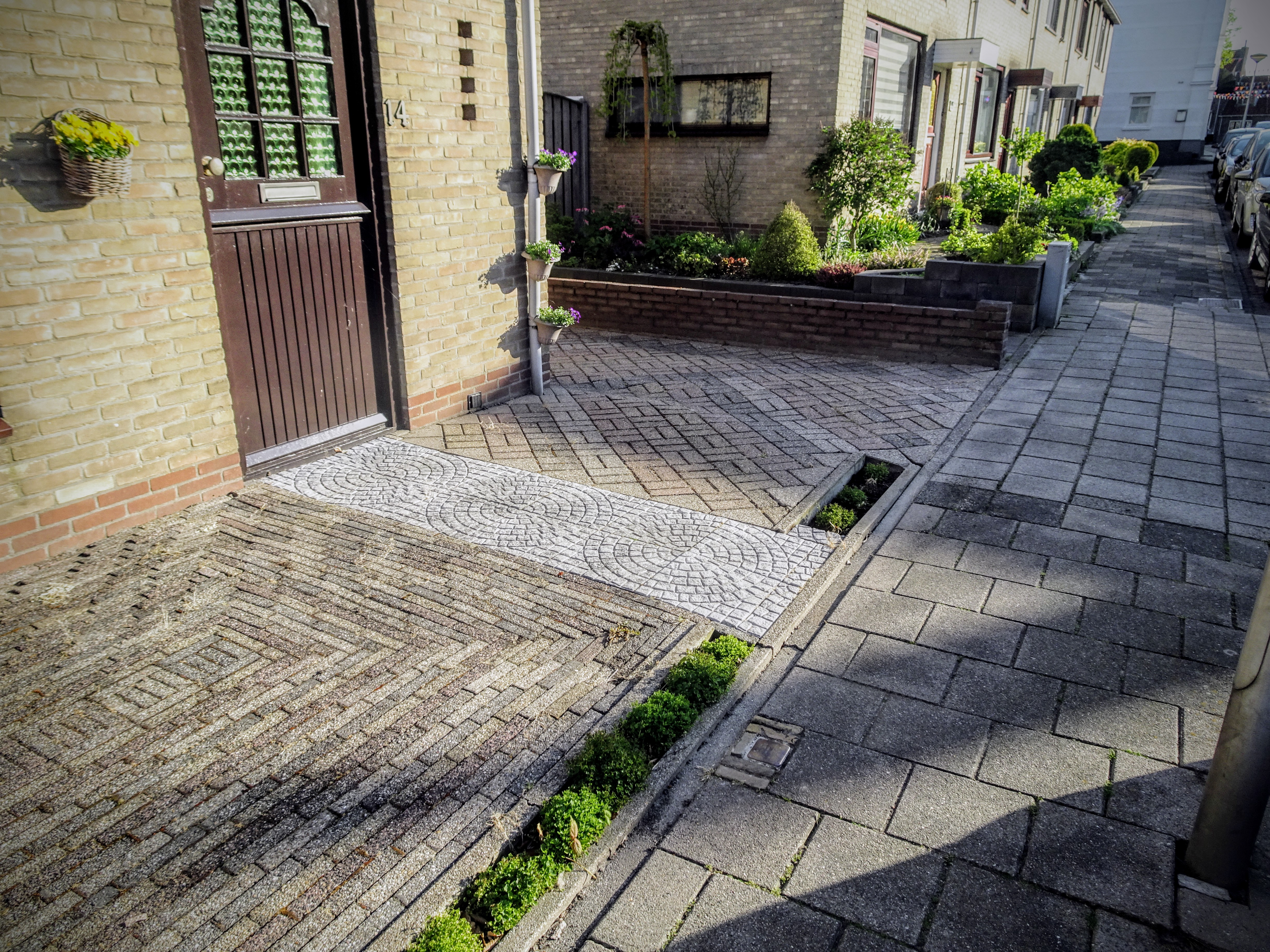
Stolperstein voor Simon Levie, Zuidland

De lijst van Stolpersteine in Nissewaard geeft een overzicht van de Stolpersteine in de gemeente Nissewaard in de Nederlandse provincie Zuid-Holland die zijn geplaatst in het kader van het Stolpersteine-project van de Duitse beeldhouwer-kunstenaar Gunter Demnig. De eerste Stolpersteine werden op 25 juli 2011 gelegd in Heenvliet, waar de oude synagoge heeft gestaan.

## Stolpersteine
In Nissewaard zijn zeventien Stolpersteine op zes adressen: drie in Heenvliet, vijf in Spijkenisse en negen in Zuidland. Omdat het Stolpersteine-project doorloopt, kan deze lijst onvolledig zijn.

### Heenvliet
| Afbeelding | Inscriptie                                                                                        | Adres                                           | Herdachte persoon                     |
| ---------- | ------------------------------------------------------------------------------------------------- | ----------------------------------------------- | ------------------------------------- |
|            | WIELDIJK 118 WOONDE SALOMON VAN BLANKENSTEIN GEB. 1868 VERMOORD 5.11.1942 AUSCHWITZ               | Heenvliet, Van Blankensteinstraat 2 Kaart (OSM) | Salomon van Blankenstein              |
|            | WIELDIJK 118 WOONDE ELISABETH VAN BLANKENSTEIN- DEN HARTOG GEB. 1877 VERMOORD 5.11.1942 AUSCHWITZ | Heenvliet, Van Blankensteinstraat 2 Kaart (OSM) | Elisabeth van Blankenstein-Den Hartog |
|            | WIELDIJK 118 WOONDE RACHEL MARIANNE GOUDSMIT GEB. 1881 VERMOORD 25.1.1943 AUSCHWITZ               | Heenvliet, Van Blankensteinstraat 2 Kaart (OSM) | Rachel Marianne Goudsmit              |

### Spijkenisse
In 2015 zijn de Stolpersteine in de Voorstraat van Spijkenisse gestolen. Deze zijn later vervangen.
| Afbeelding | Inscriptie                                                                  | Adres                       | Herdachte persoon                      |
| ---------- | --------------------------------------------------------------------------- | --------------------------- | -------------------------------------- |
|            | HIER WOONDE ADRIANA DE VRIES GEB. 1864 VERMOORD 5.11.1942 AUSCHWITZ         | Spijkenisse, Voorstraat 14A | Adriana de Vries, ook Jaantje de Vries |
|            | HIER WOONDE CHARLES BERTUS LEVIE GEB. 1927 VERMOORD 31.3.1943 MIDDEN-EUROPA | Spijkenisse, Voorstraat 14A | Charles Bertus Levie                   |
|            | HIER WOONDE ELLY MAX LEVIE GEB. 1931 VERMOORD 5.11.1942 AUSCHWITZ           | Spijkenisse, Voorstraat 14A | Elly Max Levie                         |
|            | HIER WOONDE SALOMON LEVIE GEB. 1892 VERMOORD 31.3.1943 MIDDEN-EUROPA        | Spijkenisse, Voorstraat 14A | Salomon Levie                          |
|            | HIER WOONDE MINA LEVIE- MONAS GEB. 1886 VERMOORD 5.11.1942 AUSCHWITZ        | Spijkenisse, Voorstraat 14A | Mina Levie-Monas                       |

### Zuidland
| Afbeelding | Inscriptie                                                                         | Adres                    | Herdachte persoon                           |
| ---------- | ---------------------------------------------------------------------------------- | ------------------------ | ------------------------------------------- |
|            | HIER WOONDE GUSTAV EMANUËL JULIUS LEVIE GEB. 1898 VERMOORD 31.3.1944 MIDDEN-EUROPA | Zuidland, Stationsweg 29 | Gustav Emanuël Julius Levie, ook Maan Levie |
|            | HIER WOONDE JACOB LEVIE GEB. 1851 VERMOORD 9.11.1942 AUSCHWITZ                     | Zuidland, Hoofd 4        | Jacob Levie, ook Jaap Levie                 |
|            | HIER WOONDE MEIJER LEVIE GEB. 1920 VERMOORD 31.3.1944 MIDDEN-EUROPA                | Zuidland, Ring 2         | Meijer Levie                                |
|            | HIER WOONDE PHILIPPUS LEVIE GEB. 1878 VERMOORD 5.11.1942 AUSCHWITZ                 | Zuidland, Hoofd 4        | Philippus Levie                             |
|            | HIER WOONDE PIENAS JACOB LEVIE GEB. 1887 VERMOORD 16.7.1943 SOBIBOR                | Zuidland, Ring 2         | Pienas Jacob Levie                          |
|            | HIER WOONDE SIMON LEVIE GEB. 1879 VERMOORD 5.11.1942 AUSCHWITZ                     | Zuidland, Hoofd 14       | Simon Levie                                 |
|            | HIER WOONDE SOPHIA BERTHA LEVIE GEB. 1924 VERMOORD 4.6.1943 SOBIBOR                | Zuidland, Ring 2         | Sophia Bertha Levie, ook Fietje Levie       |
|            | HIER WOONDE HENRIKA LEVIE- HOOGSTRAAL GEB. 1885 VERMOORD 5.11.1942 AUSCHWITZ       | Zuidland, Hoofd 4        | Henrika Levie-Hoogstraal                    |
|            | HIER WOONDE WILLEMINA LEVIE-LEVIE GEB. 1888 VERMOORD 16.7.1943 SOBIBOR             | Zuidland, Ring 2         | Willemina Levie-Levie, ook Mina             |

## Data van plaatsingen
- 25 juli 2011: Nissewaard (Heenvliet)
- 21 juni 2012: Nissewaard (Spijkenisse en Zuidland)

Omdat het Stolpersteine-project doorloopt, kan deze lijst onvolledig zijn.